# 小行星12727
小行星12727（12727 Cavendish）是一颗绕太阳运转的小行星，为主小行星带小行星。该小行星于1991年8月14日发现。

## 轨道参数
小行星12727的轨道半长轴为2.2721363 UA，离心率为0.086。